# Oláh Bódi Éva
Oláh Bódi Éva (Budapest, 1959. október 15. –) magyar színésznő, drámapedagógus.

## Életpálya
1984-ben színészként diplomázott a Színház- és Filmművészeti Főiskolán, Simon Zsuzsa növendékeként. A Miskolci Nemzeti Színház színésznője volt 1984-től. Játszott a Nevesincs Színházban is. Nyolc évvel később pályáját megszakítva tanítással kezdett el foglalkozni. Drámapedagógusként színészmesterséget tanít, hátrányos helyzetű gyermekek tehetséggondozásával foglalkozik.

## Fontosabb színházi szerepei
- Carlo Goldoni: Két úr szolgája... Smeraldina
- Hervé: Nebáncsvirág... Denise
- William Shakespeare: Ahogy tetszik... Celia
- Robert Thomas: Nyolc nő... Catherine
- Emil Sautter – Erik Charell – Jürg Amstein – Robert Gilbert – Paul Burkhard: Tűzijáték... Anna
- Presser Gábor – Horváth Péter – Sztevanovity Dusán: A padlás... Kölyök szellem
- Arthur Kopit: Jaj. apu, szegény apu, beakasztott téged a szekrénybe az anyu s az én pici szívem szomorú... Rozalie
- Ray Henderson: Diákszerelem... Connie
- Kapecz Zsuzsa – Pataki Éva: Tündér a padláson... Andris
- Szakcsi Lakatos Béla – Csemer Géza: A négy lópatkó... Tuli; zöld disznócska

## Filmek, tv
- Vérszerződés (1983)
- Redl ezredes (1985)
- Halottak gyertyafényben (1986)
- Szamba (1996) Vidéki színésznő